# Justin Herwick
Justin Herwick (Cerritos, 27 giugno 1970) è un attore statunitense famoso per aver interpretato il ruolo di Jackson nel film del 2002 Luster..

## Biografia
Herwick ha esordito come attore nel 1996 nel film Cityscrapes: Los Angeles.
L'anno seguente ha recitato nel film Qualcosa è cambiato accanto ad attori come Jack Nicholson, Helen Hunt, Greg Kinnear e Cuba Gooding Jr..
Nel 2002 ha recitato nel suo ruolo più famoso, quello di Jackson nel film Luster diretto da Everett Lewis. Questo è stato il suo ultimo ruolo come attore.

### Vita privata
Il 2 febbraio 2000 Herwick si è sposato con l'attrice Nicole Eggert, dalla quale ha avuto una figlia, Dilyn Elizabeth nel 1998. La coppia ha divorziato nel 2002

## Filmografia

### Cinema
- Cityscrapes: Los Angeles, regia di Michael Becker (1996)
- Qualcosa è cambiato ( As Good as It Gets), regia di James L. Brooks (1997)
- Broken Vessels, regia di Scott Ziehl (1998)
- Luster, regia di Everett Lewis (2002)

### Televisione
- C-16: FBI – serie TV, 1 episodio (1997)